# Todos los pájaros del cielo
Todos los pájaros del cielo (título original All the birds in the sky) es una novela de ciencia ficción de 2016 de la escritora y editora estadounidense Charlie Jane Anders. Fue su primera novela de ficción especulativa. Fue publicada en 2016 en los Estados Unidos por la editorial Tor Books. La novela ganó el premio Nébula, uno de los más prestigiosos del género de ciencia ficción.

## Sinopsis
All the Birds in the Sky está ambientada en un futuro cercano y trata sobre dos marginados, Patricia, una bruja que puede comunicarse con los animales y Laurence, un fanático de la tecnología que ha creado una máquina del tiempo que en dos segundos le transporta al futuro, que se enfrentan al inminente desastre planetario.
Patricia descubre, cuando tiene seis años, que tiene habilidades mágicas, como hablar con los pájaros, pero no tiene control sobre estas habilidades y no puede invocarlas a voluntad. Laurence, desde muy joven, inventa aparatos, construye una máquina del tiempo de dos segundos a partir de un reloj y más tarde construye una supercomputadora en su dormitorio. Patricia y Laurence asisten a la misma escuela secundaria donde se descubren después de ser excluidos por otros niños por ser demasiado extraños
Sin embargo, su tiempo en la escuela no dura mucho y pronto se separan. Patricia huye tras ser acusada de brujería, y con la ayuda de un pájaro, se convierte en un pájaro y sale volando; es interceptada por un mago que la inscribe en una escuela para brujas. Laurence es enviado a un reformatorio militar por sus padres debido a su comportamiento no conforme.
Diez años después, Patricia y Laurence, ya adultos, se reencuentran en una fiesta. Patricia ahora es una bruja que puede controlar y usar sus habilidades mágicas, y se ha unido a una camarilla de brujas. Laurence ha escapado del reformatorio y ahora es parte de un grupo de expertos de frakies con ideas afines que construyen un generador de agujeros de gusano. Patricia y Laurence se mantienen en contacto, pero sus filosofías divergentes tensan su relación.
Todo esto ocurre en el contexto de un mundo en deterioro, acosado por supertormentas, terremotos y guerras que destruyen ciudades y desestabilizan países . Es el comienzo del Desenlace. Esto conduce a un enfrentamiento entre la ciencia y la magia, que pone en peligro la relación de Patricia y Laurence. La historia termina con la pareja reconciliando sus diferencias y combinando ciencia y magia para detener el Desenlace.

## Reconocimientos
La novela fue bien recibida por la crítica. En 2017, ganó el premio Nebula a la mejor novela, el premio Crawford y el premio Locus a la mejor novela de fantasía. Ese mismo año, también fue nominada para el premio Hugo a la mejor novela y recibió una mención especial del James Tiptree Jr. Award 2026.
La revista Time la colocó en el puesto número 5 de su "Top 10 de novelas" de 2016, y la seleccionó como uno de los "100 mejores libros de fantasía de todos los tiempos".